# HyperSonic XLC
HyperSonic XLC in Kings Dominion (Doswell, Virginia, USA) war eine Stahlachterbahn vom Modell Thrust Air Coaster des Herstellers S&S Power, die am 24. März 2001 im damaligen Paramount's Kings Dominion eröffnet wurde. 2007 wurde die Bahn geschlossen.
Sie war die erste Achterbahn dieses Typs und zusammen mit Dodonpa im Fuji-Q Highland gehörte sie zu den beiden einzigen Achterbahnen dieses Typs weltweit.

## Fahrt

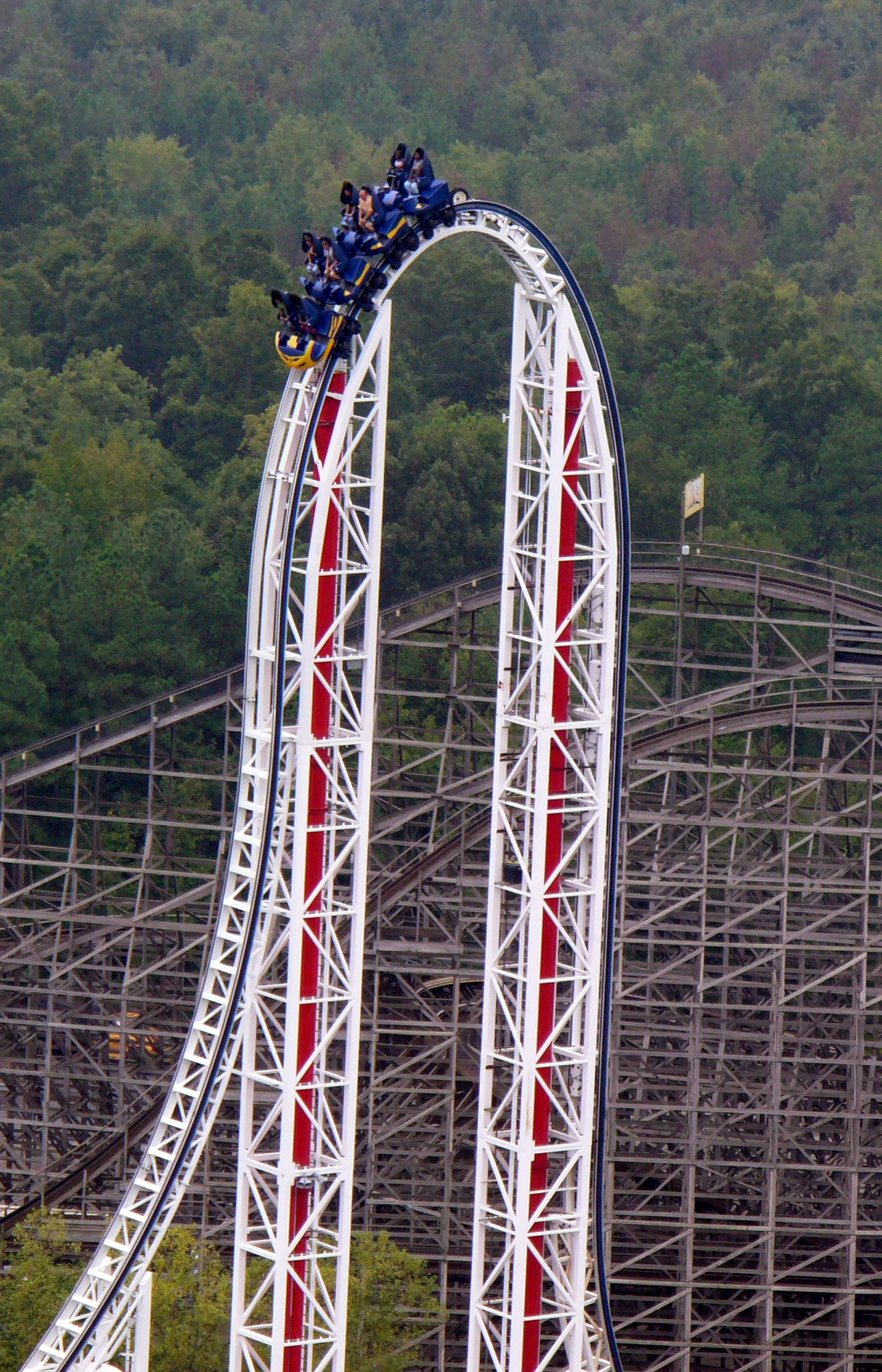
Der Top-Hat

Als Beschleunigungssystem benutzte HyperSonic XLC Druckluft um den Zug binnen 1,8 Sekunden von 0 auf 128,7 km/h zu beschleunigen. Dabei traten Kräfte von 2 G auf. Wegen dieser extremen Beschleunigung wurde auch das Kürzel XLC angehängt, das die Abkürzung für Xtreme Launch Coaster (zu Deutsch: Extreme Abschuss-Achterbahn) ist.
Nach dem Launch schoss der Zug senkrecht einen 50,3 m hohen Turm hinauf und überquert diesen, so dass er wieder senkrecht Richtung Erde fuhr. Nach einer großen Linkskurve und einer leichten Rechtskurve griffen die Pneumatikbremsen, um den Zug von der hohen Geschwindigkeit abzubremsen.

## Züge
HyperSonic XLC besaß Züge mit jeweils vier Wagen. In jedem Wagen konnten zwei Personen (eine Reihe à zwei Personen) Platz nehmen. Die Fahrgäste mussten mindestens 1,37 m groß sein, um mitfahren zu dürfen.